# Корсаж

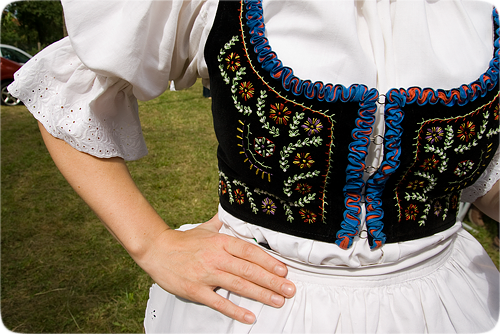
Корсаж чеського національного костюма

Корса́ж (фр. corsage, від corps — «тіло») — щільно посаджена по тілу верхня частина жіночої сукні (ліф), що охоплює груди, спину і боки. На відміну від корсета, не має корекційної функції.

## Історія
Прообраз корсажу спостерігається на фресках, знайдених на розкопках Кносса і Тиринфа (друге століття до нашої ери). На фресках — дівчата в корсажах, які підкреслювали талію, піднімаючи груди, але при цьому залишаючи її оголеною.
Розквіт корсажа припадає на XVIII століття, коли увійшла в моду так звана «легка сукня». Корсаж був з великими складками, від плеча до землі поверх округленої нижньої спідниці. Одягали його під вузькі пілки бюстгальтера.
У другій половині XIX століття, як правило, костюми складалися з двох окремих предметів: корсажа і спідниці.
Раніше корсаж був елементом верхнього одягу. У даний час корсаж ховається під одягом. Тому зараз він належить до демонстративних видів спідньої білизни.
Зараз з'явилося безліч різних фасонів і видів корсажів: бюст'є, боді, грація, напівграція та ін.
Виготовляють корсажі з будь-яких тканин. Він, як правило, складається з кількох деталей (до шести). Корсаж буває і обтислий, і ні.

## Відмінність від корсета

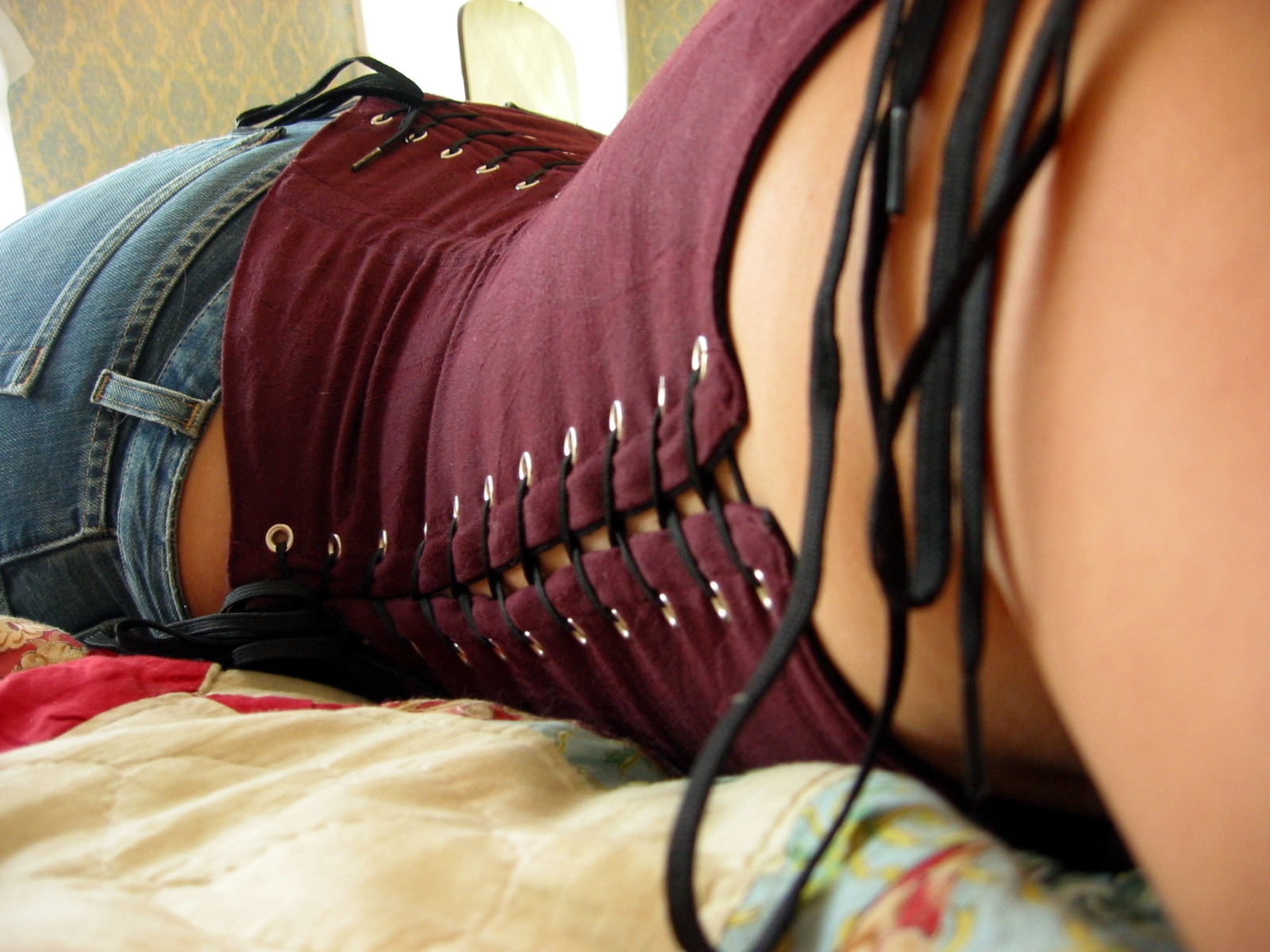
Сучасний корсаж-блузка

На відміну від корсета, корсаж не коригує фігуру. Він виконує виключно декоративні функції, просто прикриваючи тіло. Корсаж — може бути як частина сукні, так і як елемент, пришитий до спідниці.
Корсаж, на відміну від корсета, може розтягуватися. Корсет, на відміну від корсажа, є самостійним елементом одягу і не взаємодіє з іншими елементами гардеробу.
Вони також відрізняються конструкціями і матеріалом виготовлення.

## Інші значення
- Жорсткий пояс спідниці.
- Жорстка стрічка для такого пояса.